# Tanna (gènere)
Tanna és un gènere de la família dels cicàdids del sud-est asiàtic i de l'est asiàtic. El 2010, Lee i Hill van col·locar Tanna a la subtribu Leptopsaltriina de la tribu Cicadini juntament amb una sèrie de gèneres relacionats que també posseeixen tubercles abdominals, com ara Leptopsaltria, Maua, Nabalua i Purana, entre d'altres.

## Taxonomia
Aquest gènere té nou espècies:
- Tanna auripennis
- Tanna infuscata
- Tanna japonensis
- Tanna karenkonis
- Tanna ornatipennis
- Tanna sayurie
- Tanna sozanensis
- Tanna taipinensis
- Tanna viridis